# Jonathan Spence
Jonathan D. Spence (cinese tradizionale: 史景迁; cinese semplificato: 史景遷; pinyin: Shǐ Jǐngqiān; Surrey, 11 agosto 1936 – West Haven, 25 dicembre 2021) è stato uno storico e sinologo britannico naturalizzato statunitense specializzato in storia della Cina. Autore, recensore e saggista prolifico, pubblicò dozzine di libri riguardo alla Cina, mentre dal 1993 al 2008 fu Professore Eccellente di Storia all'Università Yale.
Gli ambiti di studio e di interesse di Spence furono la Cina moderna, a partire in particolare dall'epoca della dinastia Qing, e le relazioni tra la Cina e l'occidente. Un altro tema preso spesso in considerazione dall'autore riguarda i tentativi, sia dell'Occidente che dei cinesi stessi, di "cambiare la Cina".

## Biografia
Nato nel Surrey, in Inghilterra, divenne cittadino statunitense nel 2000. 

### Istruzione
Spence ha studiato al Winchester College, una scuola inglese indipendente per ragazzi, ed al Clare College dell'Università di Cambridge. Nel 1959 si è laureato a Cambridge, ricevendo un Bachelor of Arts in Storia. Successivamente ha ottenuto una borsa di studio Clare-Mellon per studiare Storia e Cultura della Cina a Yale, dalla quale ha ottenuto un master e un PhD. Nel 1965 ha vinto il Premio John Addison Porter. Come parte del tirocinio di laurea, ha passato un anno in Australia per seguire i corsi dei due maggiori studiosi al mondo della dinastia Qing, Fang Chao-ying e Tu Lien-che.

### Carriera
Riconosciuto nel mondo come uno dei maggiori studiosi della storia della Cina, Spence è stato presidente della American Historical Association nell'anno 2004-2005. Sebbene la sua ricerca si concentri principalmente sulla dinastia Qing, il professore ha scritto anche una biografia di Mao Zedong e La Porta della Pace Celeste, uno studio degli intellettuali del XX secolo e della loro relazione con la rivoluzione. A Yale, Spence ha condotto un corso sulla storia della Cina moderna, che ha fornito la base per la sua opera Alla ricerca della Cina moderna, la cui dedica risulta infatti essere "Ai miei studenti".
Il suo nome cinese è stato da lui scelto in modo da riflettere il suo amore ed ammirazione per lo storico cinese Sima Qian. Il professore ha scelto il cognome 史/Shǐ, che significa letteralmente "storia", ed il nome proprio 景遷/Jǐngqiān, in cui 景/Jǐng vuol dire "ammirare" (景仰) e 遷/Qiān è il nome proprio dell'antico storico cinese (司馬遷).

### Onorificenze
Spence ha ricevuto otto lauree honoris causa tra gli Stati Uniti, l'Università Cinese di Hong Kong e, nel 2003, l'Università di Oxford. È stato invitato come professore esterno all'Università di Pechino e all'Università di Nanchino. È stato nominato Compagno dell'Ordine di San Michele e San Giorgio e, nel 2006, è stato scelto come Socio Onorario del Clare College di Cambridge. Nel 2010 Spence è stato scelto come lettore della Conferenza Jefferson alla Biblioteca del Congresso, il più alto onore concesso dal governo federale degli Stati Uniti per i risultati raggiunti nelle discipline umanistiche.
Tra le varie onorificenze, ricevette la medaglia William C. DeVane del ramo di Yale della Società Phi Beta Kappa (1952), il Guggenheim Fellowship (1979), il Premio in Storia del Los Angeles Times (1982) e il Premio Vursel dell'American Academy and Institute of Arts and Letters (1983). Fu scelto come membro dell'American Academy of Arts and Sciences (1985) e Socio MacArthur (1988), investito al Concilio degli Studiosi della Biblioteca del Congresso (1988), eletto membro dell'American Philosophical Society (1993) e nominato socio corrispondente della British Academy (1997).

### Morte
Spence è morto nel 2021, reso invalido dalla malattia di Parkinson.

## Vita privata
Visse a West Haven, nel Connecticut, con la seconda moglie Annping Chin, Professoressa Ordinaria di Storia a Yale e dottoressa in Filosofia Cinese alla Columbia University. Ebbe due figli, Colin e Ian Spence, nati dal matrimonio precedente con Helen Alexander (1962-1993).

## Opere

### Opere letterarie
- Alla ricerca della Cina moderna
- Tsʻao Yin e l'imperatore Kʻang-hsi; servo della gleba e maestro (1966)[8]
- Imperatore della Cina. Autoritratto di K'ang-Hsi (1974)[9]
- La morte della Donna Wang (1978)
- Per cambiare la Cina: consiglieri occidentali in Cina, 1620-1960 (Boston, Little Brown, 1969).
- Il palazzo della memoria di Matteo Ricci (1984)
- L'enigma di Hu (New York: Knopf, 1987 ISBN 0-394-57190-8). Biografia di John Hu 胡若望, cinese del XVIII secolo che visse in Francia.
- Girotondo cinese: saggi sulla storia e la cultura
- La porta della pace celeste: i cinesi e la loro rivoluzione 1895-1980
- Il grande continente dei Chan: la Cina nel pensiero occidentale
- Il figlio cinese di Dio (New York: Norton, 1996, ISBN 0-393-03844-0). Biografia di Hong Xiuchuan, leader della rivolta dei Taiping.
- Mao Zedong, Penguin Lives, New York, Viking Press, 1999, ISBN 978-0-670-88669-2, OCLC 41641238.
- Ritorno a Dragon Mountain: memorie di un uomo dei tardi Ming (2007), Viking Press, 332 pagine. ISBN 978-0-670-06357-4
- Il libro del tradimento

### Recensioni
- Il sogno della Cina cattolica, The New York Review of Books, 54/11 (28 giugno 2007): pp. 22-24 [recensione di Liam Matthew Brockey, Viaggio in Oriente: la missione gesuita in Cina, 1579-1724]